# 圣路易斯大学艺术博物馆
圣路易斯大学艺术博物馆（Saint Louis University Museum of Art）是圣路易斯大学的艺术博物馆，位于美国密苏里州圣路易斯林德尔大道3663号。这是一座历史地标建筑。

## 历史
这座布杂艺术风格的四层建筑建于1899年，最初属于圣路易斯俱乐部。该建筑的首席建筑师是纽约 Friedlander事务所的 Arthur Dillon。
1925年大火后，F. W. Woolworth 公司购买这座建筑，将其改为该公司地区总部办公室。后来圣路易斯大学购买这座建筑用作教室，1998年又改为博物馆。